# Липина (Золочевский район)
Липина (укр. Липина) — село в Бродовской городской общине Золочевского района Львовской области Украины.
Население по переписи 2001 года составляло 234 человека. Занимает площадь 0,53 км². Почтовый индекс — 80644. Телефонный код — 3266.